# Єсєнтукі LOVE (мініальбом)
Єсєнтукі LOVE — перший мініальбом гурту Vivienne Mort, що з'явився в грудні 2010 року.

## Список пісень
| #     | Назва        | Тривалість |
| ----- | ------------ | ---------- |
| 1.    | «Хто це тут» | 3:04       |
| 2.    | «Вальс»      | 3:23       |
| 3.    | «Musikapi»   | 4:56       |
| 4.    | «Лети»       | 3:45       |
| 5.    | «Твоя»       | 3:42       |
| 18:50 |              |            |

## Учасники запису
- Даніела Заюшкіна — вокал
- Гліб Проців — ударні
- Володимир Матвій — гітара
- Олександр Коломієць — бас-гітара
- Павло Петерс — фортепіано, іоніка